# Nasta Palažanka
Nastassja Uladzimiraŭna Palažanka, detta Nasta (in bielorusso Настасся Уладзіміраўна Палажанка?; Minsk, 2 agosto 1990), è un'attivista bielorussa.

## Biografia
È un'attivista del movimento giovanile di opposizione in Bielorussia, a cui ha aderito all'età di 14 anni. A partire dal 2011 è vice presidente del Fronte Malady (Fronte dei Giovani), una ONG in Bielorussia che mira a risvegliare una società traumatizzata da quasi due decenni di repressione. Ha sostenuto la libertà e dei diritti umani in Bielorussia nonostante minacce, molestie e detenzione contro se stessa e la sua famiglia. Continua a difendere le libertà della società civile e a promuovere il rispetto dei diritti umani fondamentali. Palažanka e molti altri come lei, cercano di mantenere un basso profilo e organizzano eventi in segreto tramite le reti sociali.
A settembre 2011, era fidanzata con un altro attivista del Fronte Giovane, Zmicer Daškevič. I due si sposarono quando Palažanka lo visitò nella prigione di Hrodna il 26 dicembre 2012. Le autorità dichiararono che alla coppia sarebbe stata concessa un'altra visita di due ore prima della liberazione di Daškevič, prevista per agosto 2013.

## Onorificenze
Ha ricevuto l'International Women of Courage Award nel 2011 a Washington DC. Tuttavia non è stata in grado di partecipare alla cerimonia a causa delle restrizioni di viaggio imposte dal governo bielorusso in attesa di un procedimento penale avviato contro di lei.